# Galinhas do Mato
Galinhas do Mato é um álbum, da autoria de José Afonso, editado em 1985. 
Foi o último álbum que José Afonso editou em vida. Não foi capaz de gravar todas as canções, devido ao facto da sua doença estar já muito avançada, tendo algumas das cançõs sido gravadas por Luís Represas, Helena Vieira, Janita Salomé, José Mário Branco, Né Ladeiras, entre outros.

## Alinhamento
- Agora (Voz - Luís Represas)
- Tu Gitana (Voz - Helena Vieira)
- Moda do Entrudo (Voz - Janita Salomé)
- Tarkovsky (instrumental)
- Alegria da Criação (Voz - Janita Salomé)
- Década de Salomé (Voz - José Afonso e José Mário Branco)
- Benditos (Voz - Né Ladeiras)
- Galinhas do Mato (Vozes - Catarina Salomé, Marta Salomé e CRAMOL - Coro da Biblioteca Operária Oeirense)
- Escandinávia Bar-Fuzeta (Voz - José Afonso)
- À Proa (instrumental) [1]